# Lluís Torres (organista)
Lluís Torres (? – ?) fou un organista i compositor català.
Gràcies a un rebut signat el 23 de novembre de 1666, sabem que Torres fou el successor de Jutglar i ocupà el càrrec d’organista de la basílica de Santa Maria d'Igualada a partir del mes d’abril.
A part del seu càrrec d’organista, també tenia la funció del manteniment del rellotge mecànic de la vila, instal·lat al campanar de la parròquia el 1484.
En un rebut de l’any 1667 s'especifica la part del sou relativa a cada funció: 10 lliures per tocar l’orgue i 3 lliures i 15 sous pels sis mesos que va mantenir el rellotge. Però això començarà a variar en el curs dels anys: el 1668 va rebre 7 lliures i 10 pel manteniment del rellotge i 15 lliures per tocar l’orgue, el 1669 va rebre 3 lliures i 15 sous pels sis mesos que va fer el manteniment del rellotge i 7 lliures i 10 sous pels sis mesos que va tocar l’orgue.
Queda constància que, durant l’any 1669, va rebre l’ordenació sacerdotal atès que va obtenir la possessió del benefici dels sants Abdó i Senen de la parroquial igualadina.
El 1671, el mateix organista va assumir durant vuit mesos el mestratge de les escoles; substituint el titular Jeroni Panós. Això ho palesa un rebut del 15 d’octubre de 1671.
El sou anual que rebia del Consell de la Vila, l’any 1674, arribava a 22 lliures i 10 sous; a les quals calia sumar els 10 sous de la pensió del censal del benefici eclesiàstic.
El rebut del clavari del 22 de novembre de 1675 és l’únic on se l'esmenta com a «prevera». La seva presència en els rebuts del Llibre de Taula apareix de forma regular i continuada fins al 29 de novembre de 1680.
És possible que l’any 1680 va marxar d’Igualada per anar-se’n al magisteri de la col·legiata de Santa Maria de Verdú; la presència de nou composicions de Torres en el repertori del Fons de Santa Maria de Verdú ens fa pensar això. Sabem que allà no només disposava de més recursos musicals, sinó que també d’un millor sou; ja que el mestre de capella-organista rebia un sou anual de 40 lliures des de mitjans del segle xvii.

## Obres
De les nou obres conservades d'aquest compositor, només la Missa a 8 v (BNC: M 1168) conserva la data de 1674, la qual cosa podria indicar que la seva escriptura i estrena possiblement va tenir lloc a la parròquia de Santa Maria d’Igualada. Les altres obres es conserven a partir de 1682 i presenten característiques que van amb concordança amb els recursos musicals de la col·legiata verdunina:
- 1682: Missa de batalla, a 12 v (BNC: M 1168)
- 1682: Missa a 9 v (incompleta), (BNC: 1637-IV-V-VI)
- 1683: Hoy es dia de carambola, villancet a Sant Flavià a 12 v (BNC: M 1637-II)
- 1683: No me vengas con roncas, villancet a Sant Flavià a 12 v (BNC: M 1637-II)
- 1683: Ola de la nave, villancet a Sant Flavià a 12 v (BNC: M 1637-II)
- 1684: Salve Regina a 8 v, (BNC: M 1168)
- Sense datació: Regina cæli a 9 (incompleta) (BNC: M 1637-VII) i Salve Regina a 8 v (incompleta) (BNC: M 1168).